# Pepsinógeno
El pepsinógeno  es una proenzima, precursora de la pepsina. Es secretada por las células principales o zimogénicas, estas son halladas en las glándulas fúndicas u oxínticas del estómago, que se encuentran principalmente en el cuerpo y fondo del mismo. El pepsinógeno se activa transformándose en pepsina al entrar en contacto con el ácido clorhídrico del estómago (secretado por las células parietales), ya que el ambiente óptimo para que la pepsina actúe es ácido (pH 1,8 - 3).
Su exocitosis se produce por inducciones neurales y hormonales, todo ello por parte del nervio vago.

## Tipos
Actualmente se reconocen dos tipos de pepsinógeno: pepsinógenos I y II. Si bien inicialmente se creía que ambos tipos eran secretados por las células zimogénicas gástricas, recientes estudios han puesto en evidencia que las células mucosas del estómago son las encargadas de liberar el pepsinógeno. De esta forma el pepsinógeno queda convertido en la luz gástrica en pepsina por la acción de los ácidos gástricos. La pepsina es importante al principio de la vida para la digestión de la leche, posteriormente su acción se dirige sobre la carne y otras proteínas.